# Blang Dalam (Kaway XVI)
Blang Dalam is een bestuurslaag in het regentschap Aceh Barat van de provincie Atjeh, Indonesië. Blang Dalam telt 153 inwoners (volkstelling 2010).